# Голденталь, Эллиот
Эллиот Голденталь (англ. Elliot Goldenthal; род. 2 мая 1954, Бруклин, Нью-Йорк, США) — американский композитор, ученик Аарона Копленда и Джона Корильяно.
 Лауреат многочисленных премий, в том числе — премий «Оскар» и «Золотой глобус» за саундтрек к фильму «Фрида». Неоднократно работал над музыкой к фильмам и постановкам Джули Теймор, вместе с которой живёт более двадцати лет.

## Фильмография
Список фильмов, для которых Эллиот Голденталь написал музыку:
1979 — Cocaine Cowboys

1980 — Blank Generation

1989 — Аптечный ковбой/Drugstore Cowboy score

1989 — Кладбище домашних животных/Pet Sematary score

1991 — Grand Isle

1992 — Fools Fire (телесериал)

1992 — Чужой 3/Alien³

1993 — Разрушитель/Demolition Man

1993 — Золотые ворота/Golden Gate

1994 — Интервью с вампиром: Хроника жизни вампира/Interview with the Vampire

1994 — Город пришельцев/Roswell (телесериал)

1994 — Кобб/Cobb

1995 — Бэтмен навсегда/Batman Forever

1995 — Схватка/Heat

1996 — Майкл Коллинз/Michael Collins

1996 — Время убивать/A Time to Kill

1997 — Мясник/The Butcher Boy

1997 — Бэтмен и Робин/Batman & Robin

1998 — Сновидения/In Dreams

1998 — Сфера/Sphere

1999 — Титус/Titus

2001 — Последняя фантазия: Духи внутри/Final Fantasy: The Spirits Within

2002 — Фрида/Frida

2002 — Хороший вор/The Good Thief

2003 — Спецназ города Ангелов/S.W.A.T.

2007 — Через Вселенную/Across the Universe 

2009 — Джонни Д.

2010 — Буря/The Tempest

2020 — Глории/The Glorias

## Награды
(2007) Пулитцеровская премия в области музыки — опера «Грендель» 

(2004) «ASCAP» (American Society of Composers, Authors and Publishers) — музыка к самому кассовому фильму («S.W.A.T.»)

(2003) World Soundtrack Awards — лучший оригинальный саундтрек («Фрида»)

(2003) World Soundtrack Awards — лучший композитор саундтреков («Фрида»)

(2002) «Оскар» — лучший оригинальный саундтрек («Фрида»)

(2002) «Золотой глобус» — лучший оригинальный саундтрек («Фрида»)

(1998) «ASCAP» — музыка к самому кассовому фильму («Бэтмен и Робин»)

(1998) «LAFCA» (Los Angeles Film Critics Association) — лучший оригинальный саундтрек («Мясник»)

(1997) «ASCAP» — музыка к самому кассовому фильму («Время убивать»)

(1996) «ASCAP» — музыка к самому кассовому фильму («Бэтмен навсегда»)

(1995) «ASCAP» — музыка к самому кассовому фильму («Интервью с вампиром: Хроника жизни вампира»)

(1994) «ASCAP» — музыка к самому кассовому фильму («Разрушитель»)

(1990) Выбор критиков на фестивале искусств в Эдинбурге — мюзикл «Хуан Дарьен: Карнавальная месса»

(1990) Премия американской академии искусств и литературы (American Arts and Letters Richard Rodgers Award) — мюзикл «Хуан Дарьен: Карнавальная месса»

(1988) Премия «Оби» (Obie Award) — мюзикл «Хуан Дарьен: Карнавальная месса»